# Форт-Кент (переписна місцевість, Мен)
Форт-Кент (англ. Fort Kent) — переписна місцевість (CDP) в США, в окрузі Арустук штату Мен. Населення — 2413 особи (2020).

## Географія
Форт-Кент розташований за координатами 47°15′18″ пн. ш. 68°35′18″ зх. д. / 47.25500° пн. ш. 68.58833° зх. д. (47.255067, -68.588354).  За даними Бюро перепису населення США в 2010 році переписна місцевість мала площу 14,51 км², з яких 13,93 км² — суходіл та 0,58 км² — водойми.

## Демографія
Згідно з переписом 2010 року, у переписній місцевості мешкало 2488 осіб у 1119 домогосподарствах у складі 596 родин. Густота населення становила 171 особа/км².  Було 1221 помешкання (84/км²).
Расовий склад населення:
| - 94,5 % — білих - 1,1 % — чорних або афроамериканців - 0,7 % — азіатів - 0,6 % — корінних американців |

До двох чи більше рас належало 2,9 %. Частка іспаномовних становила 1,1 % від усіх жителів.
За віковим діапазоном населення розподілялося таким чином: 17,6 % — особи молодші 18 років, 61,3 % — особи у віці 18—64 років, 21,1 % — особи у віці 65 років та старші. Медіана віку мешканця становила 43,1 року. На 100 осіб жіночої статі у переписній місцевості припадало 83,3 чоловіків;  на 100 жінок у віці від 18 років та старших — 80,2 чоловіків також старших 18 років.
Середній дохід на одне домашнє господарство  становив 43 570 доларів США (медіана — 33 889), а середній дохід на одну сім'ю — 54 717 доларів (медіана — 44 348). Медіана доходів становила 50 192 долари для чоловіків та 39 375 доларів для жінок. За межею бідності перебувало 21,3 % осіб, у тому числі 40,0 % дітей у віці до 18 років та 16,7 % осіб у віці 65 років та старших.
Цивільне працевлаштоване населення становило 1069 осіб. Основні галузі зайнятості: освіта, охорона здоров'я та соціальна допомога — 42,2 %, роздрібна торгівля — 16,6 %, мистецтво, розваги та відпочинок — 7,8 %, сільське господарство, лісництво, риболовля — 7,3 %.